# Iraaks voetbalelftal (vrouwen)
Het Iraaks vrouwenvoetbalelftal is een voetbalteam dat Irak vertegenwoordigt in internationale wedstrijden, zoals het Aziatisch kampioenschap.
Het team van Irak speelde in 2010 zijn eerste wedstrijd tijdens de Arabia Women's Cup. Tegen Jordanië werd met 20-0 verloren. Dit is tevens het zwaarste verlies uit de geschiedenis van de ploeg. Het land kwalificeerde zich nog nooit voor een groot internationaal kampioenschap. Wel nam het in 2011 deel aan het WAFF Women's Championship, waarin het in de groepsfase strandde.
Het elftal van Irak heeft al zijn interlands verloren en is zelden actief. Na 2011 nam het enkel deel aan de kwalificaties voor het Aziatisch kampioenschap voetbal vrouwen 2018, maar hierna heeft het geen interlands meer gespeeld.

## Prestaties op eindronden

### Wereldkampioenschap
| Jaar   | Resultaat           | Wed                 | W                   | G                   | V                   | DV                  | DT                  |
| ------ | ------------------- | ------------------- | ------------------- | ------------------- | ------------------- | ------------------- | ------------------- |
| 1991   | Niet deelgenomen    | Niet deelgenomen    | Niet deelgenomen    | Niet deelgenomen    | Niet deelgenomen    | Niet deelgenomen    | Niet deelgenomen    |
| 1995   | Niet deelgenomen    | Niet deelgenomen    | Niet deelgenomen    | Niet deelgenomen    | Niet deelgenomen    | Niet deelgenomen    | Niet deelgenomen    |
| 1999   | Niet deelgenomen    | Niet deelgenomen    | Niet deelgenomen    | Niet deelgenomen    | Niet deelgenomen    | Niet deelgenomen    | Niet deelgenomen    |
| 2003   | Niet deelgenomen    | Niet deelgenomen    | Niet deelgenomen    | Niet deelgenomen    | Niet deelgenomen    | Niet deelgenomen    | Niet deelgenomen    |
| 2007   | Niet deelgenomen    | Niet deelgenomen    | Niet deelgenomen    | Niet deelgenomen    | Niet deelgenomen    | Niet deelgenomen    | Niet deelgenomen    |
| 2011   | Niet deelgenomen    | Niet deelgenomen    | Niet deelgenomen    | Niet deelgenomen    | Niet deelgenomen    | Niet deelgenomen    | Niet deelgenomen    |
| 2015   | Niet deelgenomen    | Niet deelgenomen    | Niet deelgenomen    | Niet deelgenomen    | Niet deelgenomen    | Niet deelgenomen    | Niet deelgenomen    |
| 2019   | Niet gekwalificeerd | Niet gekwalificeerd | Niet gekwalificeerd | Niet gekwalificeerd | Niet gekwalificeerd | Niet gekwalificeerd | Niet gekwalificeerd |
| 2023   | Teruggetrokken      | Teruggetrokken      | Teruggetrokken      | Teruggetrokken      | Teruggetrokken      | Teruggetrokken      | Teruggetrokken      |
| Totaal | 0/9                 | 0                   | 0                   | 0                   | 0                   | 0                   | 0                   |

### Olympische Spelen
| Jaar   | Resultaat        | Wed              | W                | G                | V                | DV               | DT               |
| ------ | ---------------- | ---------------- | ---------------- | ---------------- | ---------------- | ---------------- | ---------------- |
| 1996   | Niet deelgenomen | Niet deelgenomen | Niet deelgenomen | Niet deelgenomen | Niet deelgenomen | Niet deelgenomen | Niet deelgenomen |
| 2000   | Niet deelgenomen | Niet deelgenomen | Niet deelgenomen | Niet deelgenomen | Niet deelgenomen | Niet deelgenomen | Niet deelgenomen |
| 2004   | Niet deelgenomen | Niet deelgenomen | Niet deelgenomen | Niet deelgenomen | Niet deelgenomen | Niet deelgenomen | Niet deelgenomen |
| 2008   | Niet deelgenomen | Niet deelgenomen | Niet deelgenomen | Niet deelgenomen | Niet deelgenomen | Niet deelgenomen | Niet deelgenomen |
| 2012   | Niet deelgenomen | Niet deelgenomen | Niet deelgenomen | Niet deelgenomen | Niet deelgenomen | Niet deelgenomen | Niet deelgenomen |
| 2016   | Niet deelgenomen | Niet deelgenomen | Niet deelgenomen | Niet deelgenomen | Niet deelgenomen | Niet deelgenomen | Niet deelgenomen |
| 2020   | Niet deelgenomen | Niet deelgenomen | Niet deelgenomen | Niet deelgenomen | Niet deelgenomen | Niet deelgenomen | Niet deelgenomen |
| 2024   | Nog te bepalen   | Nog te bepalen   | Nog te bepalen   | Nog te bepalen   | Nog te bepalen   | Nog te bepalen   | Nog te bepalen   |
| Totaal | 0/8              | 0                | 0                | 0                | 0                | 0                | 0                |

### Aziatisch kampioenschap
| Jaar   | Resultaat           | Wed                 | W                   | G                   | V                   | DV                  | DT                  |
| ------ | ------------------- | ------------------- | ------------------- | ------------------- | ------------------- | ------------------- | ------------------- |
| 1975   | Niet deelgenomen    | Niet deelgenomen    | Niet deelgenomen    | Niet deelgenomen    | Niet deelgenomen    | Niet deelgenomen    | Niet deelgenomen    |
| 1977   | Niet deelgenomen    | Niet deelgenomen    | Niet deelgenomen    | Niet deelgenomen    | Niet deelgenomen    | Niet deelgenomen    | Niet deelgenomen    |
| 1979   | Niet deelgenomen    | Niet deelgenomen    | Niet deelgenomen    | Niet deelgenomen    | Niet deelgenomen    | Niet deelgenomen    | Niet deelgenomen    |
| 1981   | Niet deelgenomen    | Niet deelgenomen    | Niet deelgenomen    | Niet deelgenomen    | Niet deelgenomen    | Niet deelgenomen    | Niet deelgenomen    |
| 1983   | Niet deelgenomen    | Niet deelgenomen    | Niet deelgenomen    | Niet deelgenomen    | Niet deelgenomen    | Niet deelgenomen    | Niet deelgenomen    |
| 1986   | Niet deelgenomen    | Niet deelgenomen    | Niet deelgenomen    | Niet deelgenomen    | Niet deelgenomen    | Niet deelgenomen    | Niet deelgenomen    |
| 1989   | Niet deelgenomen    | Niet deelgenomen    | Niet deelgenomen    | Niet deelgenomen    | Niet deelgenomen    | Niet deelgenomen    | Niet deelgenomen    |
| 1991   | Niet deelgenomen    | Niet deelgenomen    | Niet deelgenomen    | Niet deelgenomen    | Niet deelgenomen    | Niet deelgenomen    | Niet deelgenomen    |
| 1993   | Niet deelgenomen    | Niet deelgenomen    | Niet deelgenomen    | Niet deelgenomen    | Niet deelgenomen    | Niet deelgenomen    | Niet deelgenomen    |
| 1995   | Niet deelgenomen    | Niet deelgenomen    | Niet deelgenomen    | Niet deelgenomen    | Niet deelgenomen    | Niet deelgenomen    | Niet deelgenomen    |
| 1997   | Niet deelgenomen    | Niet deelgenomen    | Niet deelgenomen    | Niet deelgenomen    | Niet deelgenomen    | Niet deelgenomen    | Niet deelgenomen    |
| 1999   | Niet deelgenomen    | Niet deelgenomen    | Niet deelgenomen    | Niet deelgenomen    | Niet deelgenomen    | Niet deelgenomen    | Niet deelgenomen    |
| 2001   | Niet deelgenomen    | Niet deelgenomen    | Niet deelgenomen    | Niet deelgenomen    | Niet deelgenomen    | Niet deelgenomen    | Niet deelgenomen    |
| 2003   | Niet deelgenomen    | Niet deelgenomen    | Niet deelgenomen    | Niet deelgenomen    | Niet deelgenomen    | Niet deelgenomen    | Niet deelgenomen    |
| 2006   | Niet deelgenomen    | Niet deelgenomen    | Niet deelgenomen    | Niet deelgenomen    | Niet deelgenomen    | Niet deelgenomen    | Niet deelgenomen    |
| 2008   | Niet deelgenomen    | Niet deelgenomen    | Niet deelgenomen    | Niet deelgenomen    | Niet deelgenomen    | Niet deelgenomen    | Niet deelgenomen    |
| 2010   | Niet deelgenomen    | Niet deelgenomen    | Niet deelgenomen    | Niet deelgenomen    | Niet deelgenomen    | Niet deelgenomen    | Niet deelgenomen    |
| 2014   | Niet deelgenomen    | Niet deelgenomen    | Niet deelgenomen    | Niet deelgenomen    | Niet deelgenomen    | Niet deelgenomen    | Niet deelgenomen    |
| 2018   | Niet gekwalificeerd | Niet gekwalificeerd | Niet gekwalificeerd | Niet gekwalificeerd | Niet gekwalificeerd | Niet gekwalificeerd | Niet gekwalificeerd |
| 2022   | Teruggetrokken      | Teruggetrokken      | Teruggetrokken      | Teruggetrokken      | Teruggetrokken      | Teruggetrokken      | Teruggetrokken      |
| Totaal | 0/20                | 0                   | 0                   | 0                   | 0                   | 0                   | 0                   |

### Aziatische Spelen
| Jaar   | Resultaat        | Wed              | W                | G                | V                | DV               | DT               |
| ------ | ---------------- | ---------------- | ---------------- | ---------------- | ---------------- | ---------------- | ---------------- |
| 1990   | Niet deelgenomen | Niet deelgenomen | Niet deelgenomen | Niet deelgenomen | Niet deelgenomen | Niet deelgenomen | Niet deelgenomen |
| 1994   | Niet deelgenomen | Niet deelgenomen | Niet deelgenomen | Niet deelgenomen | Niet deelgenomen | Niet deelgenomen | Niet deelgenomen |
| 1998   | Niet deelgenomen | Niet deelgenomen | Niet deelgenomen | Niet deelgenomen | Niet deelgenomen | Niet deelgenomen | Niet deelgenomen |
| 2002   | Niet deelgenomen | Niet deelgenomen | Niet deelgenomen | Niet deelgenomen | Niet deelgenomen | Niet deelgenomen | Niet deelgenomen |
| 2006   | Niet deelgenomen | Niet deelgenomen | Niet deelgenomen | Niet deelgenomen | Niet deelgenomen | Niet deelgenomen | Niet deelgenomen |
| 2010   | Niet deelgenomen | Niet deelgenomen | Niet deelgenomen | Niet deelgenomen | Niet deelgenomen | Niet deelgenomen | Niet deelgenomen |
| 2014   | Niet deelgenomen | Niet deelgenomen | Niet deelgenomen | Niet deelgenomen | Niet deelgenomen | Niet deelgenomen | Niet deelgenomen |
| 2018   | Niet deelgenomen | Niet deelgenomen | Niet deelgenomen | Niet deelgenomen | Niet deelgenomen | Niet deelgenomen | Niet deelgenomen |
| Totaal | 0/8              | 0                | 0                | 0                | 0                | 0                | 0                |

## FIFA-wereldranglijst
Betreft klassering aan het einde van het jaar
| 2011 | 2012 | 2013 | 2017 | 2018 |
| ---- | ---- | ---- | ---- | ---- |
| 132  | 125  | 118  | 107  | 135  |

## Selecties

### Huidige selectie
Deze spelers werden geselecteerd voor het kwalificatietoernooi voor het Aziatisch kampioenschap voetbal vrouwen 2018 in april 2017.
| Doel                   |                           |              |
| 1                      | Khalat Al-Zebari          | Onbekend     |
| 12                     | Vaman Haji Ibrahim        | Onbekend     |
| 22                     | Elaf Ameer Shakir         | Onbekend     |
| Verdediging            |                           |              |
| 3                      | Bahra Dara Mohammed       | Onbekend     |
| 4                      | Nabaa Ameer Shakir        | Onbekend     |
| 5                      | Zinah Jameel Ahmed        | Onbekend     |
| 6                      | Saga Kamal                | Onbekend     |
| 16                     | Samah Shakir Abed         | Onbekend     |
| 17                     | Sonia Mahmood Ahmed       | Onbekend     |
| Middenveld             |                           |              |
| 7                      | Mina Kareem Jaber         | Onbekend     |
| 9                      | Zainab Abbas Kadhim       | Ittihad Club |
| 10                     | Nisreen Khairullah Rasool | Onbekend     |
| 13                     | Direen Mulla Bakr         | Al-Hilal     |
| 14                     | Nadia Fadhil              | Alhmmah Club |
| 15                     | Tiba Al-Quraishi          | Onbekend     |
| 21                     | Bafreen Qader Rahman      | Onbekend     |
| 24                     | Zahraa Ahmed Breesam      | Onbekend     |
| Aanval                 |                           |              |
| 8                      | Alidya Nawzad             | Onbekend     |
| 11                     | Sipal Shukur Rasheed      | Onbekend     |
| 20                     | Binaiy Othman Sharif      | Onbekend     |
| 23                     | Hedi Majeed Ahmed         | Onbekend     |
| 25                     | Rondek Ali Omar           | Onbekend     |
| Bondscoach: Adil Qader |                           |              |